# Hans Schmidt (Politiker, 1915)
Hans Schmidt (* 24. Juli 1915 in Erfurt; † 15. Dezember 1995 in Cottbus) war ein deutscher Politiker (SED). Er war Vorsitzender des Rates des Bezirkes Cottbus.

## Leben
Schmidt, Sohn eines Schlossers, besuchte die Volksschule. 1929 trat er der Sozialistischen Arbeiter-Jugend bei. Von 1929 bis 1932 absolvierte er eine Lehre als Klempner und Installateur in Erfurt und besuchte die Fachschule der Klempner und Installateure. Von 1932 bis 1937 war er Geselle in Erfurt, unterbrochen 1935/36 durch seinen Reichsarbeitsdienst  in Ilmenau. Von 1937 bis 1945 musste er Wehr- und Kriegsdienst in der Wehrmacht leisten. Er geriet in britische Kriegsgefangenschaft.
Nach seiner Rückkehr aus der Gefangenschaft 1946 arbeitete Schmidt bis 1950 als Klempner im Synthesewerk Schwarzheide. 1949 bestand er die Meisterprüfung. 1950 wurde er Kandidat, im Juli 1951 Mitglied der SED. Von 1950 bis 1955 war er Kreisrat bzw. Vorsitzender des Rates des Kreises Senftenberg.
1955/56 studierte er ein Jahr lang an der Deutschen Akademie für Staats- und Rechtswissenschaft in Potsdam-Babelsberg, anschließend führte er dieses Studium bis 1962 als Fernstudium weiter und schloss es als Diplom-Staatswissenschaftler ab. 
Von 1956 bis 1962 fungierte er als Erster Sekretär der Kreisleitung Cottbus-Stadt der SED. Von Juni 1962 bis Mai 1971 war Schmidt Vorsitzender des Rates des Bezirkes Cottbus. Er wurde auf eigenen Wunsch aus gesundheitlichen Gründen abgelöst und auf Vorschlag der Ärzte invalidisiert. Später war Schmidt noch als ehrenamtlicher Mitarbeiter der Bezirksleitung Cottbus der SED und als Vorsitzender der Kommission zur Betreuung alter verdienter Parteimitglieder der Bezirksleitung Cottbus tätig.

## Auszeichnungen
- Orden Banner der Arbeit (1964)
- Vaterländischer Verdienstorden in Bronze (1967), in Silber und in Gold (1975)